# Monika Hertwig
Monika Hertwig (* 7. November 1945 in Bad Tölz als Monika Kalder, zwischenzeitlich Monika Göth) ist die Tochter des KZ-Kommandanten Amon Göth und der Kosmetikerin Ruth Irene Kalder. Bekannt wurde sie durch das gemeinsam mit Matthias Kessler veröffentlichte Buch Ich muß doch meinen Vater lieben, oder?, in dem sie ihre Lebensgeschichte als Tochter eines NS-Täters aufarbeitete.

## Leben
Monika Kalder entstammt der nichtehelichen Beziehung Göths mit Ruth Irene Kalder. Anfang 1945 floh die schwangere Kalder vor der anrückenden Roten Armee aus Kattowitz. Amon Göth wurde im September 1946 in Krakau gehängt. Ruth Irene Kalder beantragte 1948 erfolgreich die Namensänderung zu Ruth Irene Göth. Später zog sie in den Münchener Stadtteil Schwabing, wo auch die Tochter Monika Göth aufwuchs. Als Kleinkind wurde Monika Göth im Kinderwagen von einem Unbekannten mit einem Messer schwer verletzt. Ob es sich um einen Racheakt für die Verbrechen ihres Vaters handelte, blieb ungeklärt.
Ihre Mutter thematisierte Amon Göths Taten als Lagerkommandant des KZ Płaszów niemals. So erfuhr die Tochter nichts über dessen Verbrechen und seine Hinrichtung nach dem Krieg. Die Mutter behauptete stattdessen, dass der Vater „im Feld geblieben“ sei. Monika Göth wurde überwiegend von der Großmutter aufgezogen. Von ihr erfuhr Monika Göth im Alter von 11 Jahren auch erstmals, dass ihr Vater „bei der SS“ gewesen sei, als „Kommandant eines Arbeitslagers in Polen“ gedient und dort auch Juden getötet habe. Die Großmutter versicherte ihr in diesem Zusammenhang, dass Płaszów aber kein „echtes Vernichtungslager“ gewesen sei.
Über Familienmitglieder und Zufallsbekanntschaften erhielt sie immer wieder bruchstückhafte Aussagen über ihren Vater. Das Verhältnis Monika Göths zu ihrer Mutter verschlechterte sich zusehends. Nach einem drastischen Streit bezichtigte ihre Mutter sie 1965 der Gefährdung zum Selbstmord und ließ die Tochter für drei Monate in eine geschlossene Anstalt einweisen. Gemeinsam mit ihrer Mutter traf sie später Oskar Schindler in Frankfurt am Main; er sagte ihr jedoch nur wenig Neues über ihren Vater.
Aus einer kurzen Beziehung mit einem Nigerianer ging 1970 die Tochter Jennifer Teege hervor. Monika Göth hatte den Vater ihres Kindes in der Wohnung ihrer Mutter kennengelernt, als er einen ebenfalls aus Nigeria stammenden Untermieter Kalders besuchte. Wenige Wochen nach der Geburt gab sie das Kind in ein Heim und willigte später ein, dass die Siebenjährige von einer Pflegefamilie adoptiert werden konnte. Monika Göths erste, Anfang der 1970er Jahre geschlossene Ehe endete in einem Fiasko. Ihr Mann misshandelte sie und zwang sie zur Prostitution. Aus der Ehe ging Monika Göths zweite Tochter hervor. Später heiratete Göth erneut und nahm bei dieser zweiten Eheschließung den Namen Hertwig an.
Nachdem 1982 Thomas Keneallys Roman Schindlers Liste erschienen war, traf sich Monika Göths schwerkranke Mutter mit einem Team der BBC und gab ihm ein Interview in dem Glauben, es gehe um Schindler. Der Dokumentarfilmer Jon Blair wollte mit ihr für seinen Film Schindler jedoch nur über Göth sprechen. Monika Göth war in einem Nebenraum Zeugin des gesamten Interviews und erfuhr dadurch erstmals in vollem Ausmaß von den Taten ihres Vaters. Am folgenden Tag, dem 29. Januar 1983, nahm sich Ruth Irene Göth mit einer Überdosis Schlaftabletten das Leben. Monika Hertwig sah im Interview den Auslöser für den Suizid. In einem Brief an das Nachrichtenmagazin Der Spiegel erhob Monika Göth wenige Wochen später Einwände gegen die Darstellung ihres Vaters in Keneallys Werk. Nachdem sie 1993 Steven Spielbergs Film Schindlers Liste gesehen hatte, in dem ihr Vater von Ralph Fiennes verkörpert wurde, erlitt sie einen Nervenzusammenbruch und war für mehrere Tage nicht ansprechbar. Später suchte sie den Kontakt zu Überlebenden des Konzentrationslagers Płaszów und reiste mit ihnen zu Gedenkstätten oder nach Jerusalem. Zu einigen der ehemaligen Häftlinge bestanden seitdem freundschaftliche Beziehungen.
Ihre Lebensgeschichte erzählte Monika Hertwig im Frühjahr 2001 erstmals dem Journalisten Matthias Kessler. Auf der Basis dieses Materials entstand 2002 das Buch „Ich muß doch meinen Vater lieben, oder?“ 2003 drehte Kessler mit Hertwig den Dokumentarfilm Amons Tochter. 2006 erschien der Dokumentarfilm Der Mördervater, der die Begegnung Hertwigs mit dem früheren Dienstmädchen ihres Vaters, Helen Jonas-Rosenzweig, in der Dienstvilla Amon Göths auf dem Gelände des ehemaligen Konzentrationslagers im heutigen Płaszów dokumentiert. Auch an der Entstehung des 2011 veröffentlichten Dokumentarfilms Meine Familie, die Nazis und Ich des israelischen Regisseurs Chanoch Ze’evi war sie beteiligt. Die gelernte Sekretärin holte noch mit 64 Jahren ihr Abitur nach und studierte anschließend Althebräisch.
Die von Monika Hertwig in den 1970er Jahren zur Adoption freigegebene Tochter Jennifer Teege lebte ohne Kenntnis ihrer Familiengeschichte jahrelang in Israel und studierte dort auch. Sie erfuhr erst durch das Buch Ich muß doch meinen Vater lieben, oder? von ihrer Herkunft. Gemeinsam mit der Journalistin Nikola Sellmair recherchierte Teege zur Geschichte ihrer Familie und veröffentlichte 2013 beim Rowohlt Verlag die Ergebnisse unter dem Titel Amon. Mein Großvater hätte mich erschossen. Im Zuge der Verarbeitung nahm Teege auch wieder Kontakt zu ihrer leiblichen Mutter auf.
Monika Hertwig lebt heute mit ihrem zweiten Ehemann im mittelfränkischen Weißenburg in Bayern.

## Veröffentlichung
- Zusammen mit Matthias Kessler: „Ich muß doch meinen Vater lieben, oder?“ Die Lebensgeschichte der Monika Göth – Tochter des KZ-Kommandanten aus „Schindlers Liste“. Eichborn, Frankfurt am Main 2002, ISBN 3-8218-3914-7 (Rezensionsnotizen bei perlentaucher.de).

## Filmografie
- 2003: Amons Tochter (Regie: Matthias Kessler, Deutschland, N.E.F. Filmproduktion und Vertriebs GmbH)
- 2006: Der Mördervater (Inheritance, Regie: James Moll, Vereinigte Staaten, Allentown Productions)
- 2011: Meine Familie, die Nazis und ich (Hitler’s Children, Regie: Chanoch Ze’evi, Israel, Maya Productions)